# Bambola meccanica mod. Cherry 2000
Bambola meccanica mod. Cherry 2000 (Cherry 2000) è un  film del 1987 diretto da Steve DeJarnatt. È una storia di ambientazione fantascientifica.

## Trama
In un ipotetico futuro (nel 2017), dopo una devastante guerra nucleare che ha sconvolto la Terra, le persone sopravvivono riciclando vecchio materiale e tutte le interazioni tra esseri umani sono regolate da contratti scritti, persino quando si tratta di rapporti sessuali occasionali. Sam Treadwell ha risolto tutto questo vivendo con un robot femmina, modello Cherry 2000, con cui è regolarmente sposato. Un giorno però mentre fa l'amore con Cherry entrambi finiscono immersi nell'acqua e la macchina si danneggia. Cercando pezzi per ripararla Sam scopre che il danno è totale e per questo irreparabile. Per sua fortuna si salva la scheda di memoria che contiene l'"anima" del robot, e scopre che basta solo trovare un modello identico per far tornare a vivere Cherry. Ma data appunto la rarità del modello, l'unica zona al mondo dove, forse, si può essere reperito è un vecchio centro espositivo situato in una zona controllata da bande armate e senza alcun tipo di legge. Scelta una guida esperta, una ragazza dai modi duri e decisi, E. (Edith) Johnson, parte per la zona proibita.
Sam dopo innumerevoli pericoli si innamorerà, ricambiato, di Edit e, sacrificando volontariamente Cherry 2000, riuscirà a salvarsi insieme a lei.